# Bitva pod Studziankami
Bitva pod Studziankami byla taktickým střetem mezi vojsky 2. gardové tankové armády sovětské Rudé armády organizované jako mechanizovaná skupina 1. běloruského frontu, spolu s polskou 1. obrněnou brigádou a oddíly německé 9. armády, armádní skupiny Severní Ukrajina, hájícími oblast jižně od Varšavy.
Bitva byla součástí sovětské ofenzívy Lublin – Brest operace Bagration. Německému velení se podařilo prorazit obranu na úseku dlouhém čtyři kilometry a vytvořit klín, jehož vrchol se dostal do vesnice Studzianka. Bitva trvala celý týden, stala se největší tankovou bitvou v historii Polské armády, skončila vítězstvím sovětsko-polských vojsk.

## Bitva
Sovětská 2. tanková armáda prováděla průlom na frontě německé 4. tankové armády mezi Parczewem a Chełmem s cílem obejít Lublin a pokusit se najít místo pro překročení řeky Visly. Podporovala ji 1. polská armáda, včetně její 1. obrněné brigády. V rychle probíhající bitvě se polská 1. obrněná brigáda nacházela v prvním sledu sovětské 2. tankové armády. V okamžiku, kdy tyto oddíly překročily řeku a provedly obsazení předmostí u Magnuszewa, zaútočila na polskou část vojska německá divize Fallschirm-Panzer Division 1 Hermann Göring, která měla výslovný rozkaz zabránit Rudé armádě překročení Visly. Německý protiútok se pokusil vyřadit sovětské ženisty u řeky a polské jednotky, které jim poskytovaly podporu z předmostí za Vislou.
Dne 9. srpna 1944 dobyli Němci vesnici Grabnowola jako přípravu postavení pro útok na sovětské jednotky. Při pokračování útoku dosáhli zpočátku částečného úspěchu, dokud je protiútok polské 3. tankové roty nezastavil do doby, kdy je o dva dny později útok 1. tankové roty od vesnice Studzianki vytlačil zpět. Následovaly prudké boje odrážející německý útok, přičemž polská 1. tanková rota byla nucena bojovat o křižovatku silnic ve Studziankách  více než 7 krát, dokud nebyla 15. srpna 1944 většina německých sil zničena. Přitom ruiny vesnice Studzianky  čtrnáctkrát přešly z ruky do ruky. Zbývající německé jednotky pokračovaly v obraně ještě jeden den, až 17. srpna vyklidily pozice.
V další fázi bitvy překročily sovětské jednotky řeku Pilicu, na které se zastavila německá i sovětsko-polská obrana.

## Následky
Bitva byla pro Němce naprostým neúspěchem. Zatímco zpočátku dosáhli částečných úspěchů a postoupili až k samotnému předmostí, vytlačení polského protiútoku bylo nákladné z hlediska mužů i materiálu. Pro polskou a sovětskou stranu byla bitva úspěchem.
Celkové německé ztráty činily asi 1000 zabitých, zraněných, nezvěstných a zajatých, bylo ztraceno až 30 tanků. Ztráty polských jednotek činily 484 zabitých, 1459 zraněných a 63 nezvěstných.

## Odkaz

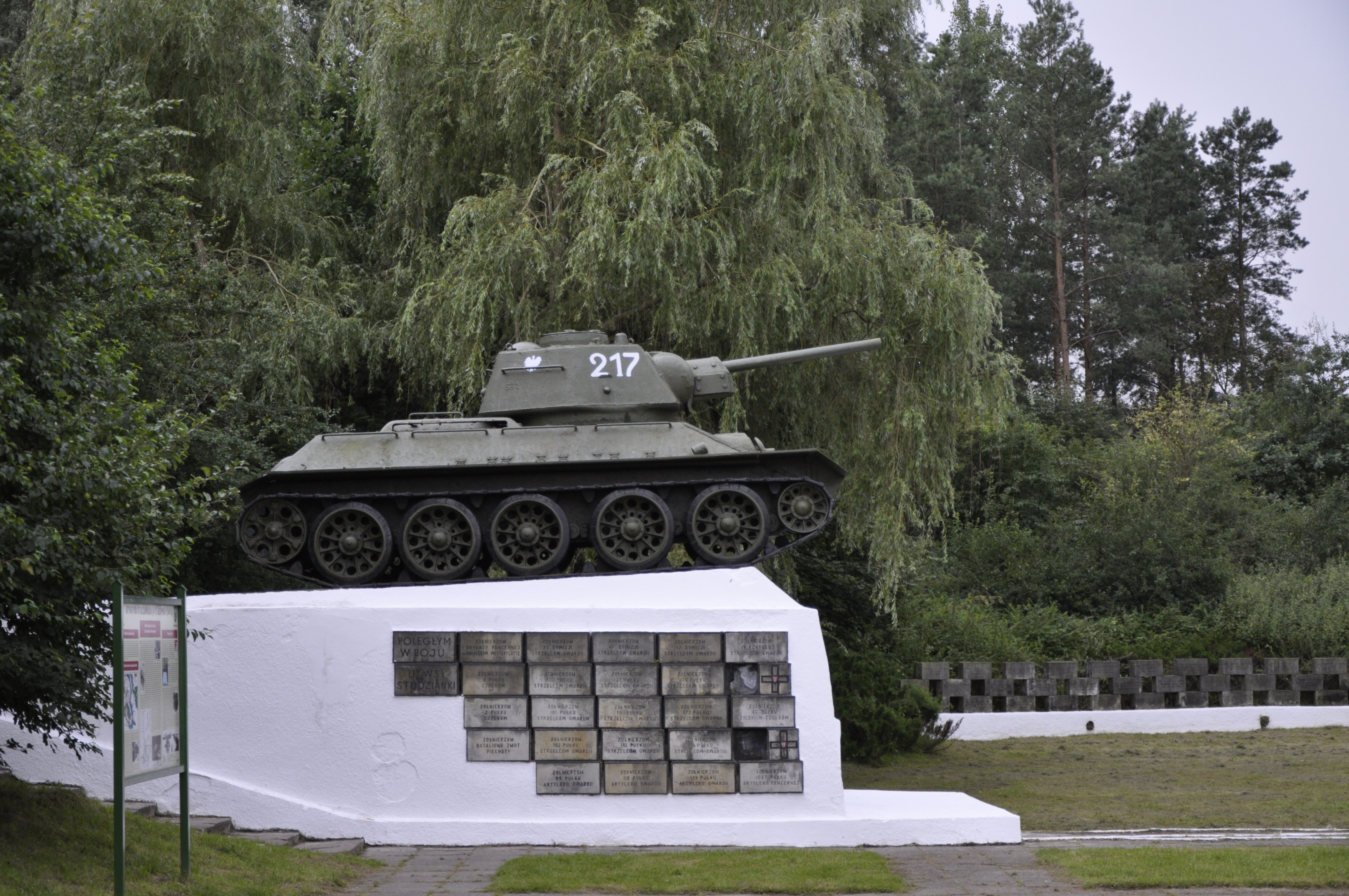
Památník ve Studzianki Pancerne, s tankem T-34, který se skutečně účastnil bitvy v rámci polské 1. obrněné brigády.

Na památku bitvy byl v roce 1969 změněn název vesnice Studzianki na Studzianki Pancerne, slovo pancerne znamená obrněné v polštině.
Epizody 3–5 polského televizního seriálu Czterej pancerni i pies (Čtyři z tanku a pes) zobrazují posádku polského tanku právě během bitvy o Studzianki.
Ve městě je malé muzeum, které se zaměřuje na historii bitvy.
Mapa v počítačové hře „World of Tanks“ byla pojmenována podle názvu vesnice.